# Pyrrhulina
Pyrrhulina és un gènere de peixos pertanyent a la família dels lebiasínids.

## Distribució geogràfica
Es troba a Sud-amèrica.

## Taxonomia
- Pyrrhulina australis (Eigenmann & Kennedy, 1903)
- Pyrrhulina beni (Pearson, 1924)
- Pyrrhulina brevis (Steindachner, 1876)
- Pyrrhulina eleanorae (Fowler, 1940)
- Pyrrhulina elongata (Zarske & Géry, 2001)
- Pyrrhulina filamentosa (Valenciennes, 1847)
- Pyrrhulina laeta (Cope, 1872)
- Pyrrhulina lugubris (Eigenmann, 1922)
- Pyrrhulina macrolepis (Ahl & Schindler, 1937)
- Pyrrhulina maxima (Eigenmann & Eigenmann, 1889)
- Pyrrhulina melanostoma (Cope, 1870)
- Pyrrhulina obermulleri (Myers, 1926)
- Pyrrhulina rachoviana (Myers, 1926)
- Pyrrhulina semifasciata (Steindachner, 1876)
- Pyrrhulina spilota (Weitzman, 1960)
- Pyrrhulina stoli (Boeseman, 1953)
- Pyrrhulina vittata (Regan, 1912)
- Pyrrhulina zigzag (Zarske & Géry, 1997)[3][4][5][6][7][8]